# Cangetta primulina
Cangetta primulina là một loài bướm đêm trong họ Crambidae.